# 奥马苏约斯县

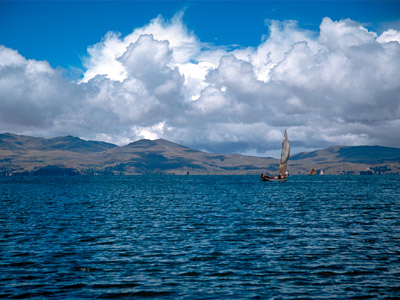

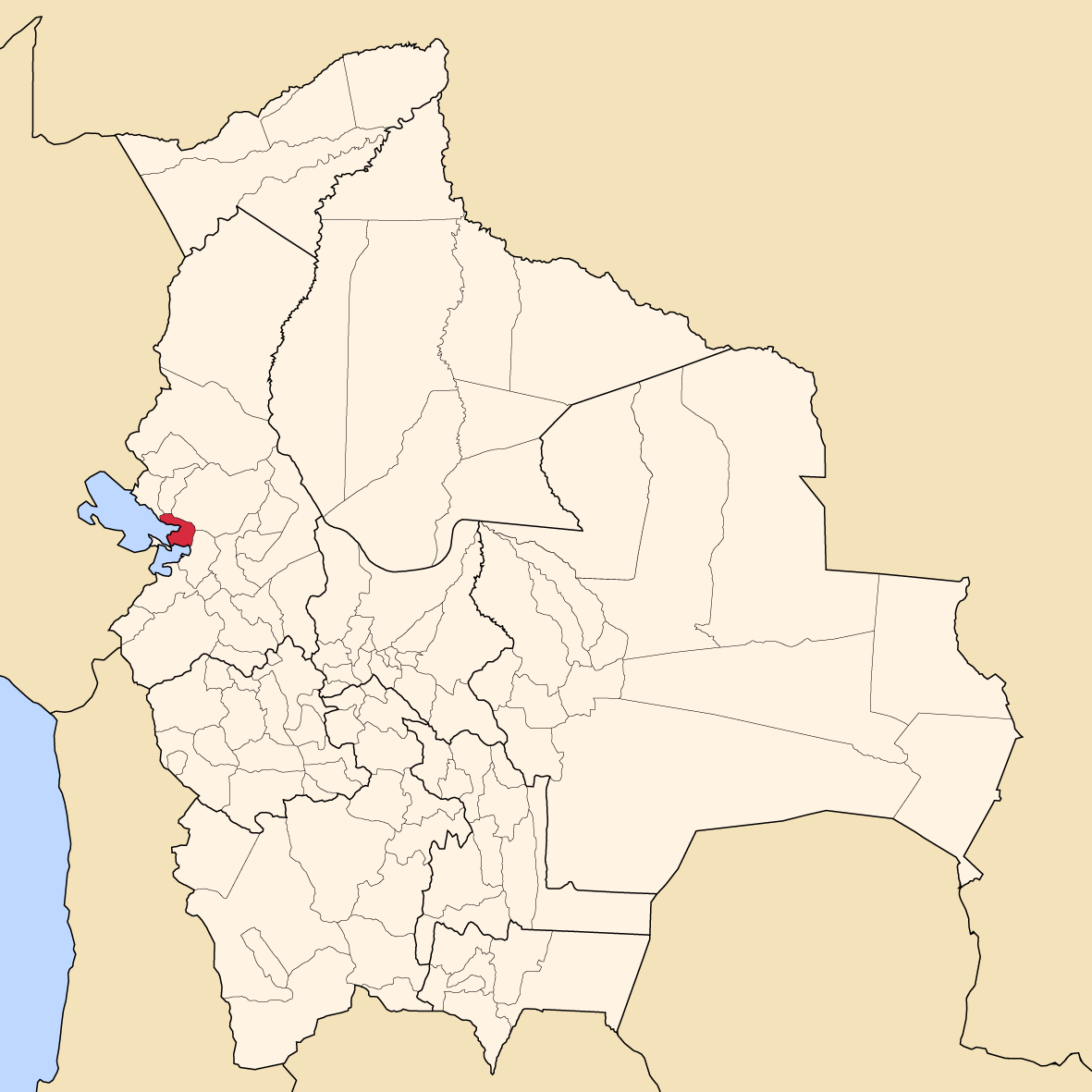

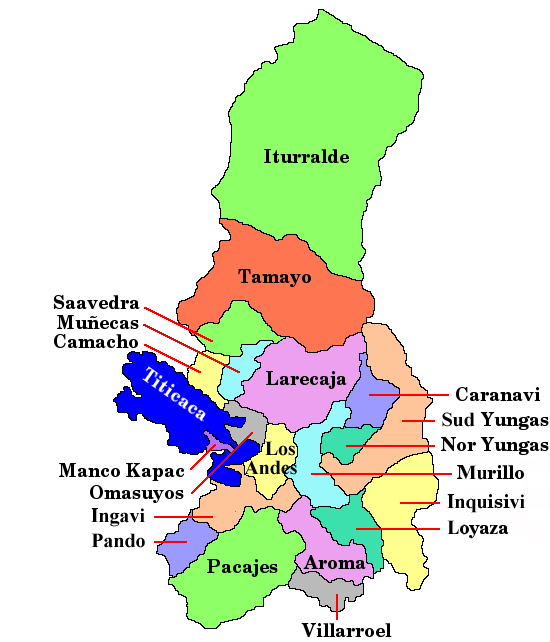

奧馬蘇約斯县（西班牙語：Provincia de Omasuyos），是玻利維亞的县份，位於該國西部，屬於拉巴斯省的一部分，县府設於阿查卡奇，面積2,065平方公里，2012年人口84,484，人口密度每平方公里41人。
16°03′S 68°38′W / 16.050°S 68.633°W